# Skräddarmossens naturreservat
Skräddarmossens naturreservat är ett naturreservat i Östhammars kommun i Uppsala län.
Området är naturskyddat sedan 1998 och är 71 hektar stort. Reservatet består av ett öppet kärr som omges av skogklädda kärr och sumpskogar med gran, björk och al. 